# 2235 ZERO GENERATION
『〜2235 ZERO GENERATION』（2235 ゼロ・ジェネレーション）は、1988年12月21日に発売されたFENCE OF DEFENSEの初のライブ映像作品。

## メンバー
- 北島健二：ギター
- 西村麻聡：ベース、シンセサイザー、ヴォーカル
- 山田亘：ドラム、パーカッション

## 解説
3rdアルバム『FENCE OF DEFENSE III 2235 ZERO GENERATION』を引っ提げ、岡山市民会館を皮切りに1988年10月1日から11月28日まで2か月にわたって行ったライブツアーライブツアー『2235 ZERO GENERATION TOUR』の模様が一部収録されている。
なお、VHSとLDで発売されたFENCE OF DEFENSEの映像作品では本作が唯一、DVD化での再発売が行われていない。

## 収録曲
全作曲:西村麻聡 全編曲:FENCE OF DEFENSE
1. DARKNESS REMAINS THE SAME
  1. I) 2235
  2. II) DARKNESS REMAINS THE SAME
  3. III) THE DANGEROUS OPERA BEGINS
    - 作詞:CHRIS MOSDELL
2. DATA No.6
  - 作詞:K.INOJO
3. AGAIN
  - 作詞:FENCE OF DEFENSE
4. HONEY MONEY
  - 作詞:K.INOJO
5. THIS WORLD
  1. I) GEO
  2. II) THIS WORLD
    - 作詞:FENCE OF DEFENSE

  3. III) THE LOST DANCE
    - 作詞:CHRIS MOSDELL